# Taenaris shapur
Taenaris shapur är en fjärilsart som beskrevs av Brooks 1944. Taenaris shapur ingår i släktet Taenaris och familjen praktfjärilar. Inga underarter finns listade i Catalogue of Life.